# كل نفس تأخذه (أغنية)
كل نفس تأخذه (بالإنجليزية: Every Breath You Take) أغنية لفريق الروك الإنجليزي «البوليس the Police» من البوم «التزامن Synchronicity» الصادر عام 1983، كتبها ستينج، وحققت أكبر نجاح في الولايات المتحدة والمملكة المتحدة عام 1983، حيث تصدرت قائمة الهوت بيلبورد الفردي لمدة ثمانية أسابيع (كانت الأغنية الوحيدة للفريق التي تصعد إلى المركز الأول في الولايات المتحدة)، وتصدرت أيضًا المركز الأول في المملكة المتحدة لمدة أربعة أسابيع. كما تصدرت أغاني قمة بيلبورد لمدة تسعة أسابيع. في حفل توزيع جوائز الجرامي السنوي السادس والعشرون، ترشحت الأغنية لثلاث جوائز جرامي، بما في ذلك جائزة أغنية العام وأفضل أداء فريق مصاحب للغناء وأفضل أسطوانة للعام، وفازت في أول فئتين. حصل ستينج ممثلا للفريق على جائزة ايفور نوفيللو الإنجليزية Ivor Novello award لعام 1983 عن أفضل أغنية (موسيقي وكلمات) من الأكاديمية البريطانية لكتاب الأغاني والملحنين والمؤلفين.
تم التصويت على الأغنية في استطلاع عام 1983 لنقاد وقراء مجلة رولينج ستون، للحصول على لقب «أغنية العام». كانت الأغنية المنفردة الأكثر مبيعًا في الولايات المتحدة، لعام 1983 والخامسة الأكثر مبيعًا في العقد. صنفتها بيلبورد على أنها الأغنية رقم 1 لعام 1983.
«كل نفس تأخذه» هي الأغنية المميزة لفريق البوليس وأيضًا للمغني ستينج، وفي عام 2010 قُدر أن الأغنية تدر ما بين ربع وثلث دخل ستينج. في مايو 2019، أعلنت مؤسسة بث الموسيقى الأمريكية أن هذه الأغنية هي الأكثر تشغيلًا في تاريخ الراديو، حيث أنه تم اذاعتها ما يقرب من 15 مليون بث إذاعي، حصل المغني ستينج على جائزة «بي ام أي» للإشارة إلى أنها الأغنية الأكثر أداءً في كتالوج المؤسسة.
احتلت الأغنية المرتبة 84 في قائمة مجلة رولينج ستون لأعظم 500 أغنية في كل العصور وتم تضمينها في 500 أغنية لموسيقى الروك آند رول في قاعة المشاهير والتي شكلت موسيقى الروك أند رول. كما احتلت المرتبة 25 في قائمة أفضل 100 أغنية على الإطلاق في بيلبورد. صنفتها مجلة "كيو" في عام 2008، ضمن أفضل 10 أغانٍ بريطانية في الثمانينيات. في عام 2015، تم التصويت على الأغنية من قبل الجمهور البريطاني على أنها الأغنية المفضلة للأمة في الثمانينيات في استطلاع على مستوى المملكة المتحدة.

## خلفية الأغنية
كتب ستينج الأغنية عام 1982 في أعقاب انفصاله عن الممثلة الايرلندية فرانسيس توميلتي وبداية علاقته مع المنتجة والمخرجة والممثلة البريطانية ترودي ستايلر. كان الانقسام بينهما مثيرًا للجدل، وكما ذكرت صحيفة الإندبندنت في عام 2006: "كانت المشكلة أنه كان متزوجًا بالفعل من الممثلة فرانسيس توميلتي، التي تصادف أنها أفضل صديق لترودي.عاش ستينج وفرانسيس بجوار ترودي في بايزووتر، غرب لندن، لعدة سنوات قبل أن يصبحا عاشقين، وقد تم إدانة هذه القضية على نطاق واسع". للهروب من أنظار الجمهور تراجع ستينج إلى منطقة البحر الكاريبي، وبدأ في كتابة الأغنية في مكتب "إيان فليمنج" (كاتب روايات جيمس بوند) في ملكية "العين الذهبية" في أوراكابسا، جامايكا. كلمات الأغنية هي كلمات عاشق متملك يراقب "كل نفس تأخذه، كل حركة تقوم بها". يتذكر ستينج ويقول: " استيقظت في منتصف الليل بهذا السطر في رأسي، وجلست على البيانو وكتبته في نصف ساعة. النغمة نفسها عامة، مجموعة من مئات الأغاني الأخرى، لكن الكلمات مثيرة للإهتمام. تبدو وكأنها أغنية حب مريحة. لم أدرك في ذلك الوقت كم هو شرير بطل الأغنية. أعتقد أنني كنت أفكر في حالة الأخ الأكبر والمراقبة والسيطرة". إبتكر عازف الجيتار آندي سمرز "لازمة جيتار" والتي أصبحت لاحقًا علامة تجارية للفريق، كان ستينج قد طُلب منه وضع جيتار على شريط صوت لجيتار الباس والطبول وصوت غناء واحد، ولم يشرح له الكثير ولكنه قال فقط: "إجعلها أغنيتك". قال سمرز: "كان الأمر صعبا جدًا، لقد كتب ستينج أغنية جيدة جدًا، لكن لم يكن بها جيتار. كانت عملية التسجيل محفوفة بالصعوبات بسبب التوترات الشخصية بين أعضاء الفرقة، وخصوصا بين ستينج وقارع الطبول ستيوارت كوبلاند.

## الجوائز
هي إحدى الأغاني التي دخلت «قاعة مشاهير الروك أند رول» والتي شكلت موسيقى الروك أند رول. في الذكرى الستين لبيلبورد هوت 100، أصدرت البيلبورد قائمة أفضل مائة أغنية عبر التاريخ حيث كانت أغنية «كل نفس تأخذه» تحتل المرتبة رقم 29، وفي الذكرى الخمسين لتأسيس للبيلبورد الهوت 100، احتلت الأغنية المرتبة رقم 25 في قائمة بيلبورد «أفضل 100 أغنية على الإطلاق». نال ستينج تكريمًا نادرًا في حفل توزيع جوائز «بي ام أي جوائز البوب» ليلة الثلاثاء (14 مايو 2019) لكتابة الأغنية الأكثر أداءً في تاريخ المنظمة.

## كلمات الأغنية
كل نفس تأخذيه Every breath you take
كل حركة تقومين بها Every move you make
كل رابطة تكسريها Every bond you break
كل خطوة تخطيها Every step you take
سوف أراقبك I'll be watching you
كل يوم واجد Every single day
كل كلمة تقوليها Every word you say
كل لعبة تلعبيها Every game you play
كل ليلة تمكثيها Every night you stay
سوف أراقبك I'll be watching you
أوه، لا يمكنك أن ترى Oh, can't you see
أنتِ تنتمين إلي You belong to me
كم يتألم قلبي المسكين How my poor heart aches
مع كل خطوة تخطيها With every step you take
كل حركة تقومين بها Every move you make
كل عهد تنقضيه Every vow you break
كل إبتسامة تصطنعيها Every smile you fake
كل إدعاء ترتكزي عليه Every claim you stake
سوف أراقبك I'll be watching you
منذ رحيلك فقدتُ أثرًا Since you've gone I've been lost without a trace
أحلم بالليل أن أرى وجهك فقط I dream at night I can only see your face
أنا أنظر حولي لكنني لا أستطيع استبدالك I look around but it's you I can't replace
أشعر بالبرد الشديد وأشتاق إلى إحتضانك I feel so cold and I long for your embrace
ما زلت أبكي حبيبتي، حبيبتي من فضلك I keep crying baby, baby please
أوه، لا يمكنك أن تريِ Oh, can't you see
أنت تنتمين إلي You belong to me
كم يتألم قلبي المسكين How my poor heart aches
مع كل خطوة تخطيها With every step you take

## وصلات خارجية
https://www.soundonsound.com/techniques/classic-tracks-police-every-breath-you-take كل نفس تأخذه (أغنية)
https://www.imdb.com/name/nm0001776/ كل نفس تأخذه (أغنية)
https://www.sting.com/ كل نفس تأخذه (أغنية)
https://www.youtube.com/watch?v=OMOGaugKpzs كل نفس تأخذه (أغنية)